# Zweidrittelmehrheit
Unter einer Zweidrittelmehrheit versteht man eine qualifizierte Mehrheit mit einem Quorum von zwei Dritteln bei Abstimmungen. Je nach Grundmenge der Berechnung spricht man auch von einer einfachen Zweidrittelmehrheit, wenn die abgegebenen Stimmen zu Grunde gelegt werden, oder von einer absoluten Zweidrittelmehrheit, wenn die Gesamtheit der Stimmen (einschließlich der Stimmenthaltungen) oder der Stimmberechtigten betrachtet wird.
In vielen, insbesondere den demokratischen Staaten spielt dieses Quorum eine besondere Rolle, wenn es darum geht, eine Verfassungsänderung zu beschließen. Dadurch soll ein Minderheitenschutz gewährleistet werden, da so mit mehr als einem Drittel der Stimmen eine Verfassungsänderung verhindert werden kann. Im Gegensatz dazu werden einfache Gesetze in der Regel mit Mehrheiten beschlossen, die mit geringerer Zustimmungsquote zu erreichen sind.

## Deutschland

### Bundesebene

#### Einfache Zweidrittelmehrheit
Auf deutscher Bundesebene verlangt das Grundgesetz (GG) eine Zweidrittelmehrheit der abgegebenen Stimmen, mindestens aber die Mehrheit der Mitglieder, in folgenden Artikeln:
- Art. 115a Abs. 1 GG, wenn der Bundestag den Verteidigungsfall feststellen will,
- Art. 115a Abs. 2 GG, wenn der Gemeinsame Ausschuss den Verteidigungsfall feststellen will,
- Art. 115e Abs. 1 GG, wenn der Gemeinsame Ausschuss im Verteidigungsfalle die Verhinderung des Bundestages feststellen will – worauf der erstere an die Stelle des letzteren und des Bundesrates tritt.

Außerdem ist in § 6 Abs. 1 des Bundesverfassungsgerichtsgesetzes eine einfache Zweidrittelmehrheit im Bundestag für die Wahl eines Teils der Richter des Bundesverfassungsgerichts notwendig.

#### Absolute Zweidrittelmehrheit
Das Grundgesetz verlangt eine Zweidrittelmehrheit der Mitglieder in folgenden Artikeln:
- Art. 79 Abs. 2 GG, wenn Bundestag und Bundesrat ein Bundesgesetz zur Änderung des Grundgesetzes beschließen wollen,
- Art. 115h Abs. 2 GG, wenn bei Verhinderung des Bundestages im Verteidigungsfalle der Gemeinsame Ausschuss den Bundeskanzler durch Neuwahl eines Nachfolgers absetzen will (konstruktives Misstrauensvotum).

Auf Antrag einer Fraktion oder von fünf vom Hundert der Mitglieder des Bundestages kann der Bundestag mit einer Zweidrittelmehrheit der anwesenden Mitglieder beschließen, ohne Ausschussüberweisung in die zweite und dritte Beratung einer als besonders eilbedürftig bezeichneten Vorlage der Bundesregierung einzutreten (Art. 76 Abs. 2 Satz 4 GG,  § 80 Abs. 2 Satz 1 GO-BT). Eilbedürftige Gesetzgebung ist damit an einem einzigen Tag einschließlich der Schlussabstimmung möglich.

### Landesebene
Auf Landesebene müssen regelmäßig zwei Drittel der Abgeordneten zustimmen, um eine Änderung der jeweiligen Landesverfassung zu beschließen.

#### Bayern
„Beschlüsse des Landtags auf Änderung der Verfassung bedürfen einer Zweidrittelmehrheit der Mitgliederzahl. Sie müssen dem Volk zur Entscheidung vorgelegt werden.“
Bei der Landtagswahl in Bayern 2003 erzielte die CSU mit 60,7 % weniger als zwei Drittel der abgegebenen Stimmen. Die im Landtag vertretenen Oppositionsparteien erreichten jedoch mit 27,1 % zusammen weniger als die Hälfte der CSU-Stimmen, nämlich die SPD 19,6 % und Bündnis 90/Die Grünen: 7,5 %. Solche Zweidrittelmehrheit der Mandate kann überall, zumindest bei jeder Wahl mit Sperrklausel, auch ohne eine Zweidrittelmehrheit der Stimmen gewonnen werden.

#### Hamburg
Bei der Bürgerschaftswahl in Hamburg 1946 erzielte die SPD mit 43,1 % der Stimmen nach dem damals geltenden Wahlrecht 83 der 110 Mandate und damit sogar eine Dreiviertelmehrheit in der Hamburgischen Bürgerschaft.

## Österreich
Das Bundes-Verfassungsgesetz (B-VG) verlangt einfache Zweidrittelmehrheiten bei Anwesenheit von mindestens der Hälfte der Abgeordneten des Nationalrats bei Sachverhalten, die
- die Länder betreffen (Art. 3 Abs. 4 B-VG, Art. 14 Abs. 10 B-VG, Art. 14a Abs. 8 B-VG),
- die Europäische Union betreffen (Art. 23i Abs. 1 B-VG, Art. 23f Abs. 1 B-VG, Art. 50 Abs. 4 B-VG), Gleiches gilt teilweise für den Bundesrat,
- den Nationalrat selbst in Bezug auf seine Geschäftsordnung betreffen (Art. 30 Abs. 2 B-V), Gleiches gilt für den Bundesrat (Art. 37 Abs. 2 B-VG),
- die Verfassung oder ihren Gehalt betreffen (Art. 44 Abs. 1 und 2 B-VG). Soweit sie die Länder betreffen, bedarf es auch der entsprechenden Zustimmung des Bundesrates (Art. 44 Abs. 2).

Weiters sind die Zweidrittelmehrheit und das Anwesenheitsquorum erforderlich, wenn der Nationalrat die Bundesversammlung einberufen möchte (Art. 60 Abs. 6 B-VG, Art. 68 Abs. 3 B-VG).
Darüber hinaus schreibt das Bundesverfassungsgesetz vor, dass die Landesverfassungsgesetze nur mit Zweidrittelmehrheit von den Landtagen geändert werden dürfen (Art. 99 Abs. 2 B-VG). Möchte der Bundeskanzler einen Landtag auflösen lassen, so darf dies der Bundespräsident nur mit entsprechender Zustimmung des Bundesrates, wobei die Mitglieder aus betreffendem Land nicht stimmberechtigt sind (Art. 100 Abs. 1 B-VG).
Zudem beschließt der Hauptausschuss des Nationalrates Verordnungen über Lenkungsmaßnahmen zur Sicherung einer ungestörten Produktion oder der Versorgung der Bevölkerung und sonstiger Bedarfsträger mit wichtigen Wirtschafts- und Bedarfsgütern nach dem oben genannten Kriterium (Art. 55 Abs. 5 B-VG).
„Insbesondere nach dem Zweiten Weltkrieg gehörten Beschlüsse mit einer Zweidrittelmehrheit quasi zum politischen Alltag.“

## Schweiz
In der Schweiz, in der auf allen drei Staatsebenen (Bund, Kantone und Gemeinden) häufig Volksabstimmungen durchgeführt werden, gilt für diese Abstimmungen gemäß Bundesverfassung (BV) immer die einfache Mehrheit der Stimmenden; eine Zweidrittelmehrheit darf nicht verlangt werden. Für eidgenössische Volksabstimmungen wird dies durch Art. 142 Abs. 1 BV festgelegt. Für die Kantone wird dies aus dem Grundsatz der Rechtsgleichheit (Art. 8 BV) abgeleitet; das Erfordernis einer qualifizierten Mehrheit würde einer Minderheit ein Vetorecht einräumen.
Für Abstimmungen im Bundesparlament schreibt Art. 159 BV vor, dass die einfache Mehrheit der Stimmenden entscheidet. In drei Ausnahmefällen ist die Zustimmung der Mehrheit der Mitglieder notwendig; eine Zweidrittelmehrheit darf nicht verlangt werden. In Kantonsparlamenten kommen vereinzelt Zweidrittelmehrheiten vor (z. B. für die Dringlicherklärung von Gesetzen oder für die Ungültigkeitserklärung einer Volksinitiative), sowohl in Form von zwei Dritteln aller Mitglieder wie auch aller anwesenden Mitglieder.

## USA
Nach der US-amerikanischen Bundesverfassung gelten Zweidrittelmehrheiten in folgenden Fällen:
- art. I, sect. 3, par. 6: Senat: Verurteilung im Impeachment-(Amtsenthebungs-)Verfahren: zwei Drittel aller anwesenden Senatoren (Selten; letzter bedeutender Anwendungsfall: Beurteilung des ehemaligen Präsidenten Donald Trump. Die erforderliche Mehrheit wurde jedoch nicht erreicht. Der Senat wirkt in solchen Fällen als Geschworenengericht.)
- art. I, sect. 7, parr. 2 + 3: Repräsentantenhaus und Senat: Überstimmen eines Vetos des Präsidenten: zwei Drittel aller Mitglieder in jedem der beiden Häuser (wichtigster Anwendungsfall der Zweidrittelmehrheit in den USA).
- art. V: Repräsentantenhaus, Senat, ggf. Parlamente der Bundesstaaten: Zweidrittelmehrheit zum Vorschlagen von Verfassungszusätzen (amendments) (Verhältnismäßig selten: Seit 1787 wurden mehr als 3000 Änderungsvorschläge behandelt, davon nur einige Dutzend angenommen, ratifiziert und in Kraft getreten sind bis heute nur 27.)
- amendment 14, sect. 3: Repräsentantenhaus, Senat: Zweidrittelmehrheit in beiden Häusern zum Widerruf von Unwählbarkeit wegen Aufstandes gegen die USA (Von historischem Interesse: Eingeführt, um ehemalige Amtsträger aus den Konföderierten Staaten von Amerika wieder eingliedern zu können; wird von Fachleuten als Kriterium gegen eine mögliche zweite Trump-Präsidentschaft ins Treffen geführt[8])
- amendment 25, sect. 4: Repräsentantenhaus, Senat: Zweidrittelmehrheit in beiden Häusern zur Erklärung der Amtsunfähigkeit des Präsidenten (bisher noch nie angewendet)

## Wahlen in kirchliche Ämter
Die Zweidrittelmehrheit spielt auch eine Rolle bei Wahlen in hohe kirchliche Ämter, um eine breite Abstützung und Anerkennung der gewählten Person zu gewährleisten:
In der römisch-katholischen Kirche wird der Papst vom Konklave stets mit Zweidrittelmehrheit gewählt. Eine Änderung durch Papst Johannes Paul II. wurde von dessen Nachfolger Benedikt XVI. wieder rückgängig gemacht.
Auch die Bischofswahl in der Christkatholischen Kirche der Schweiz erfordert eine Zweidrittelmehrheit der Nationalsynode.

## Malaysia
In Malaysia regiert seit 1957 das von der United Malays National Organisation (kurz UMNO, auf Malaiisch Pertubuhan Kebangsaan Melayu Bersatu) angeführte Parteienbündnis Barisan Nasional („Nationale Front“) mit einer Zweidrittelmehrheit.

## Osttimor
In Osttimor kann eine Zweidrittelmehrheit im Nationalparlament die Verfassung verändern und den Staatspräsidenten absetzen.

## Japan
In Japan kann das Unterhaus Gesetze, die das Oberhaus abgewiesen hat, mit einer Zweidrittelmehrheit durchsetzen. Umgekehrt ist dies für das Oberhaus nicht möglich. In der Nachkriegsgeschichte Japans wurde diese Regelung vor 2008 nur einmal angewendet, nämlich 1951 zur Verabschiedung eines Gesetzes über Wetten bei Motorbootrennen. Mit den unterschiedlichen Mehrheiten in beiden Häusern (Nejire Kokkai) wurden 2008 bereits mehrere Gesetze mit Zweidrittelmehrheit verabschiedet.